# Первый всеказахский съезд
21-28 июля 1917 года в Оренбурге прошел Первый Всеказахский съезд (настоящее название «Всекиргизский съезд», название «Первый всеказахский съезд» стало использоваться после 1936 года, когда было установлено современное русское наименование казахского этноса) , на котором была учреждена казахская политическая партия «Алаш», обсуждались формы государственного управления, автономия киргизских областей, земельный вопрос, избраны депутаты на Всероссийское учредительное собрание и на съезд мусульман России «Шура-и-Ислам».
В сентябре 1917 года атаманом Оренбургского казачества и главой (председателем) войскового правительства был избран Александр Дутов. Он прославился на фронтах Первой мировой войны. После Февральской революции 1917 года атаман Дутов в марте был избран председателем Всероссийского союза казачьего войска, в апреле того же года возглавил съезд казаков России в Петрограде, но вернулся в Оренбург, где учился и жил до войны. 5-13 декабря 1917 года в городе прошел Второй Всеказахский съезд, провозглашена Киргизская (Казахская) автономия «Алаш» (в составе России) на территории Уральской, Букеевской, Тургайской, Акмолинской, Семипалатинской и части Оренбургской областей, где в основном исторически проживали казахи, и избрано правительство «Алаш-Орда».
Летом 1918 года в районе Оренбурга сложилась сложная обстановка. 3 июля город был занят атаманом А. Дутовым, который перерезал Оренбургско-Ташкентскую железную дорогу. Только в сентябре 1919 года превосходящие силы Красной Армии разбили оренбургскую армию Дутова. 26 августа 1920 года ВЦИК и СНК РСФСР приняли Декрет «Об образовании Киргизской Автономной Советской Социалистической Республики» в составе РСФСР со столицей в Оренбурге.